# 鹿屋体育大学
鹿屋体育大学（かのやたいいくだいがく、英語: National Institute of Fitness and Sports in Kanoya）は、鹿児島県鹿屋市白水町1に本部を置く日本の国立大学。1981年創立、1981年大学設置。大学の略称は鹿屋体大。

## 概要
全国で唯一の国立体育大学で、広大なキャンパスにある充実した施設は国内最高水準である。2004年アテネオリンピック競泳金メダリストの柴田亜衣をはじめ、2008年北京オリンピックでは競泳、バレーボールで4名の選手が出場。 2012年ロンドンオリンピックでも競泳、自転車で4名の選手が出場した。
放送大学学園と単位互換協定を結んでおり、放送大学で取得した単位を卒業に要する単位として認定することができるなど多様な学習の機会が提供されている。

## 沿革
- 1981年 - 大学開学
- 1984年 - 第1回入学式挙行
- 1988年 - 大学院体育学研究科（修士課程）設置
- 2004年 - 国立大学法人に移行して国立大学法人鹿屋体育大学となる。大学院体育学研究科（博士後期課程）設置
- 2023年 - スポーツイノベーション推進機構 設置

## 組織
学部（鹿屋市白水町）
- 体育学部
  - スポーツ総合課程
  - 武道課程

大学院
- 体育学研究科（修士課程・博士後期課程）
  - 体育学専攻

教育研究施設
- 外国語教育センター（鹿屋市白水町）
- 海洋スポーツセンター（鹿屋市高須町）
- 保健管理センター
- スポーツ情報センター
- スポーツトレーニング教育研究センター
- 生涯スポーツ実践センター
- アドミッションセンター
- 東京サテライトキャンパス（東京都文京区（筑波大学東京キャンパス文京校舎内））
- スポーツパフォーマンス研究センター

## 研究・教育
- 現代的教育ニーズ取組支援プログラム（現代GP）
  - 平成18年度 e-learning program
- 現代的教育ニーズ取組支援プログラム（現代GP）
  - 平成16年度 学生のスポーツボランティア活動

## イベント
- 学園祭「蒼天祭」

## 課外活動
23の体育系課外活動団体および1の研究会が存在する。

### サッカー部
九州大学リーグで過去13度優勝を果たしている他、天皇杯への出場歴も有する。詳細は鹿屋体育大学体育会サッカー部を参照。

### 女子バレーボール部
全日本バレーボール大学選手権大会で4度の優勝（2010年、2013年、2016年、2020年）を果たしている他、国民体育大会4位や、皇后杯への出場歴も有する強豪クラブ。

## 対外関係

### 他大学との協定
国内・学術交流等協定校
- 放送大学学園[1]

国際・学術交流等協定校
- アメリカ合衆国
  - スプリングフィールド大学（英語版）
- カナダ
  - ウィルフリッドローリエ大学
- ドイツ
  - ケルン体育大学
- 中国
  - 上海体育学院（英語版）（上海市）
  - 渤海大学（遼寧省）
  - 天津体育大学院（天津市河西区）
- 中華民国（台湾）
  - 国立体育大学
- 韓国
  - 韓国体育大学校
  - 韓国海洋大学校海洋科学技術大学

## 大学関係者と組織

### 大学関係者組織
- 鹿屋体育大学同窓会